# Шопурка
 Шопу́рка  (укр. Шопурка) — река в Украинских Карпатах, в пределах Раховского района Закарпатской области. Правый приток Тисы (бассейн Дуная).

## Описание
Длина реки 13 км (вместе с Малой Шопуркой — 41 км), площадь водосбора 283 км². Река горного типа. Ширина бассейна 8-10 км, крутизна склонов 20-40 °, падение реки 26 м/км. Скорость течения в межень 2-3 м/с. Средний расход 8,9 м³/с.

## Расположение
Образуется от слияния Малой Шопурки и Средней Рики, берущие начало на юго-западных склонах массива Свидовец, на высоте около 1580 метров. Они текут параллельно реке Косовской по узким глубоким долинам, склоны которых почти полностью покрыты лесом.
На реке расположены пгт Кобылецкая Поляна и Великий Бычков.
На правом берегу реки расположен лесной заказник «Дубрава».